# Räbechilbi

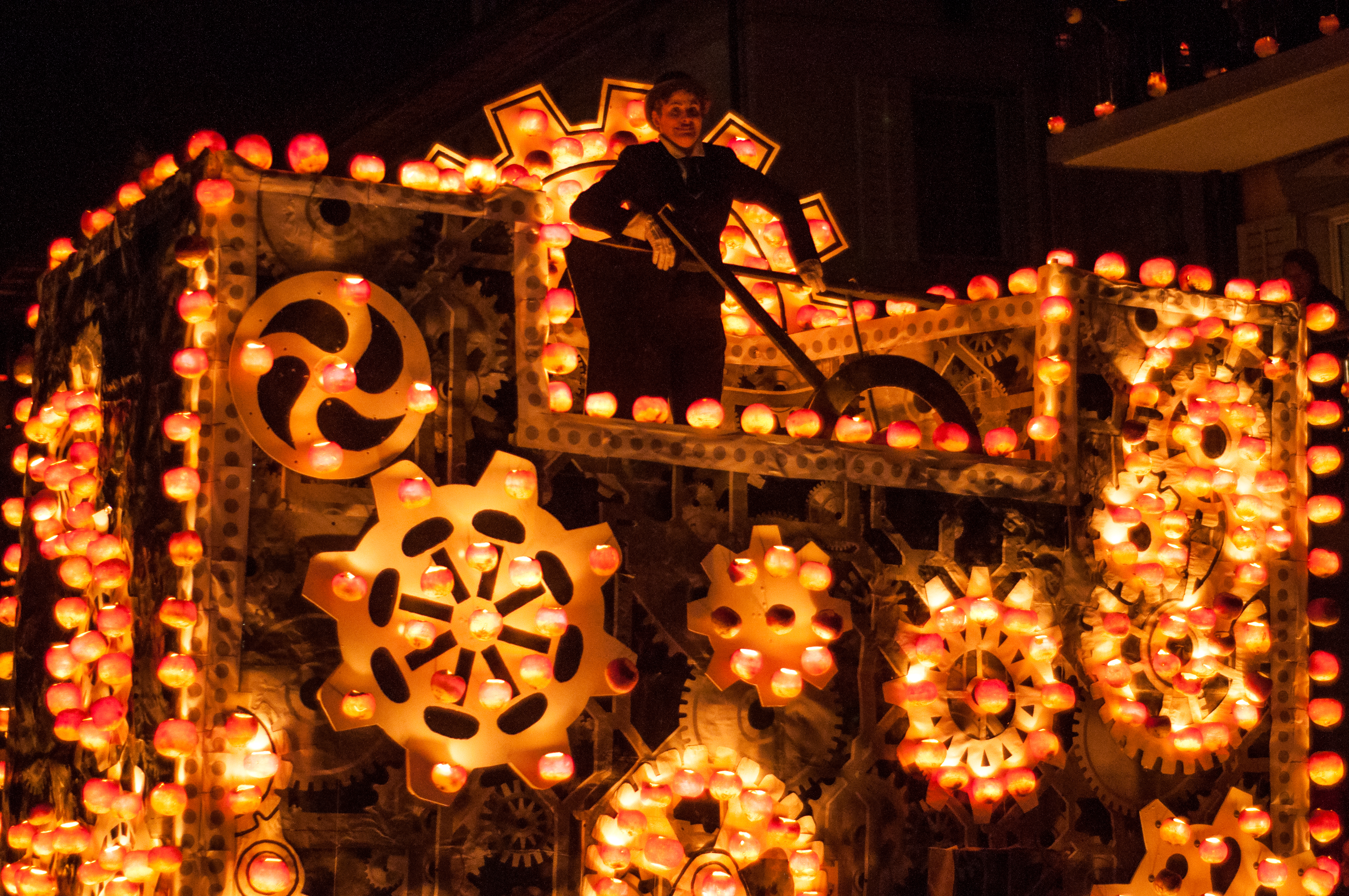
Umzug 2014

Die Räbechilbi ist die lokale Variante des alemannischen Räbenlichtbrauchtums, die in der Gemeinde Richterswil am Zürichsee jeweils am zweiten Samstag im November stattfindet. Räben ist der Dialektausdruck für die Herbstrübe. 

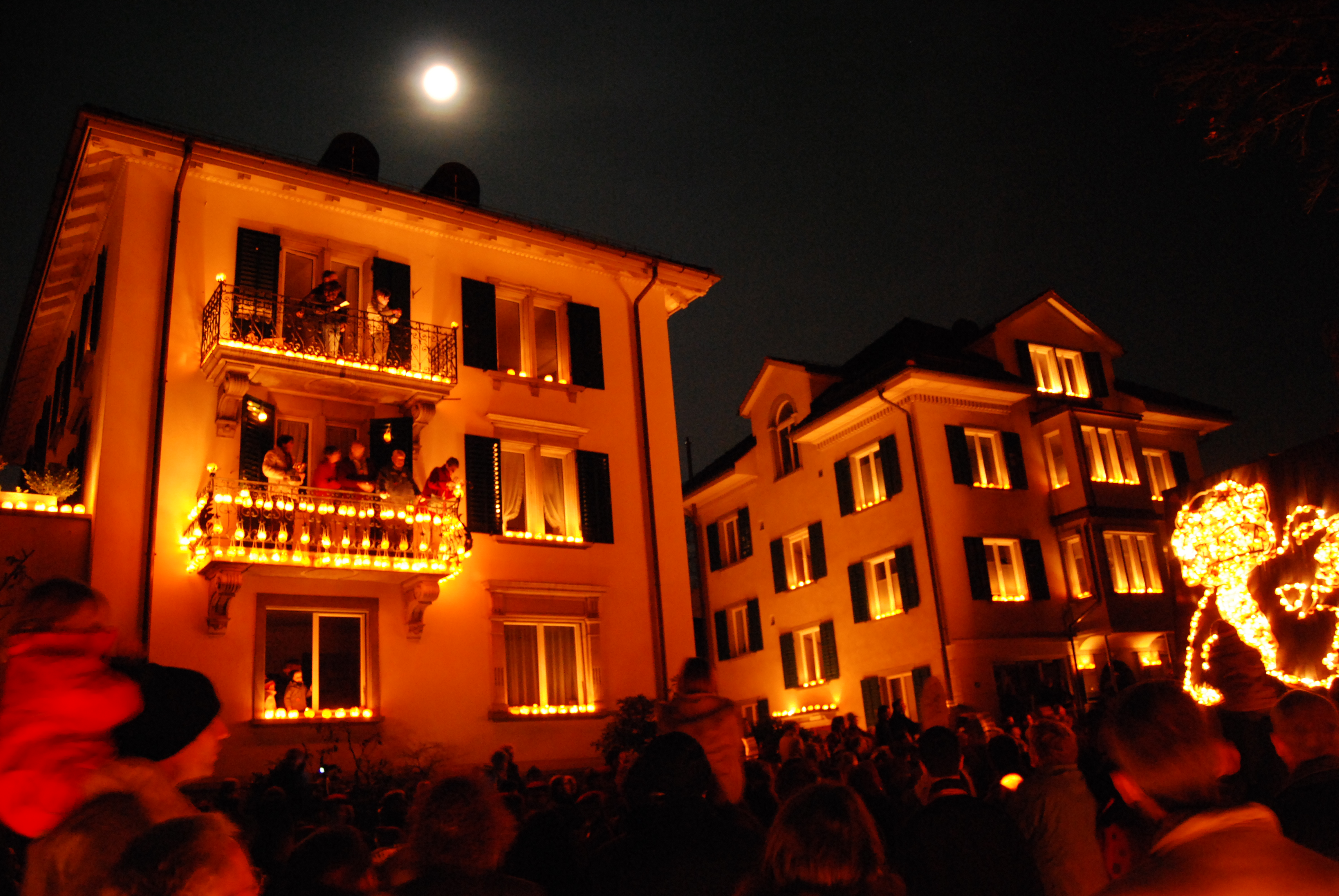
Umzug 2008

Das Lichterfest zu Martini hat angeblich seinen Ursprung in einem bäuerlichen Dankopfer für das Einbringen der letzten Feldfrüchte vor dem nahenden Winter. Die Frauen vom Berg gingen mit der Räbe, dem Licht- und Wärmespender zugleich, durch die kärglich beleuchteten Strassen ins Dorf zum Dankgottesdienst. Die erste Formation des Umzuges, die «Kirchgängerinnen vom Berg», erinnert eindrücklich an jene Zeiten. 
Pro Jahr werden im Zürcher Unterland rund 25 Tonnen Räben eigens für den Umzug angepflanzt und geerntet. In Tausenden von Arbeitsstunden basteln Vereine an ihren Sujets, Kinder schnitzen Einzelräben – das ganze Dorf ist auf den Beinen, um den Brauch alljährlich von Neuem aufleben zu lassen. Organisiert wird die Veranstaltung vom örtlichen Verkehrsverein. Die Anwohner der Umzugsroute sind verpflichtet, ihre Häuser mit Räben zu schmücken und die Lichter zu löschen. Während des Umzugs wird auch die Strassenbeleuchtung ausgeschaltet. Als Zeichen für das Lichterlöschen wird am Richterswiler Horn ein Chinakracher abgeschossen und ein paar Minuten ein zweiter als Zeichen zum Loslaufen. Nachdem die Route anderthalbmal beschritten wurde, gibt es einen dritten Böllerschuss zum Zeichen, dass der Umzug beendet ist.
Laut Guinness-Buch der Rekorde 2000 fand in Richterswil der grösste Räbenlichterumzug der Welt statt.

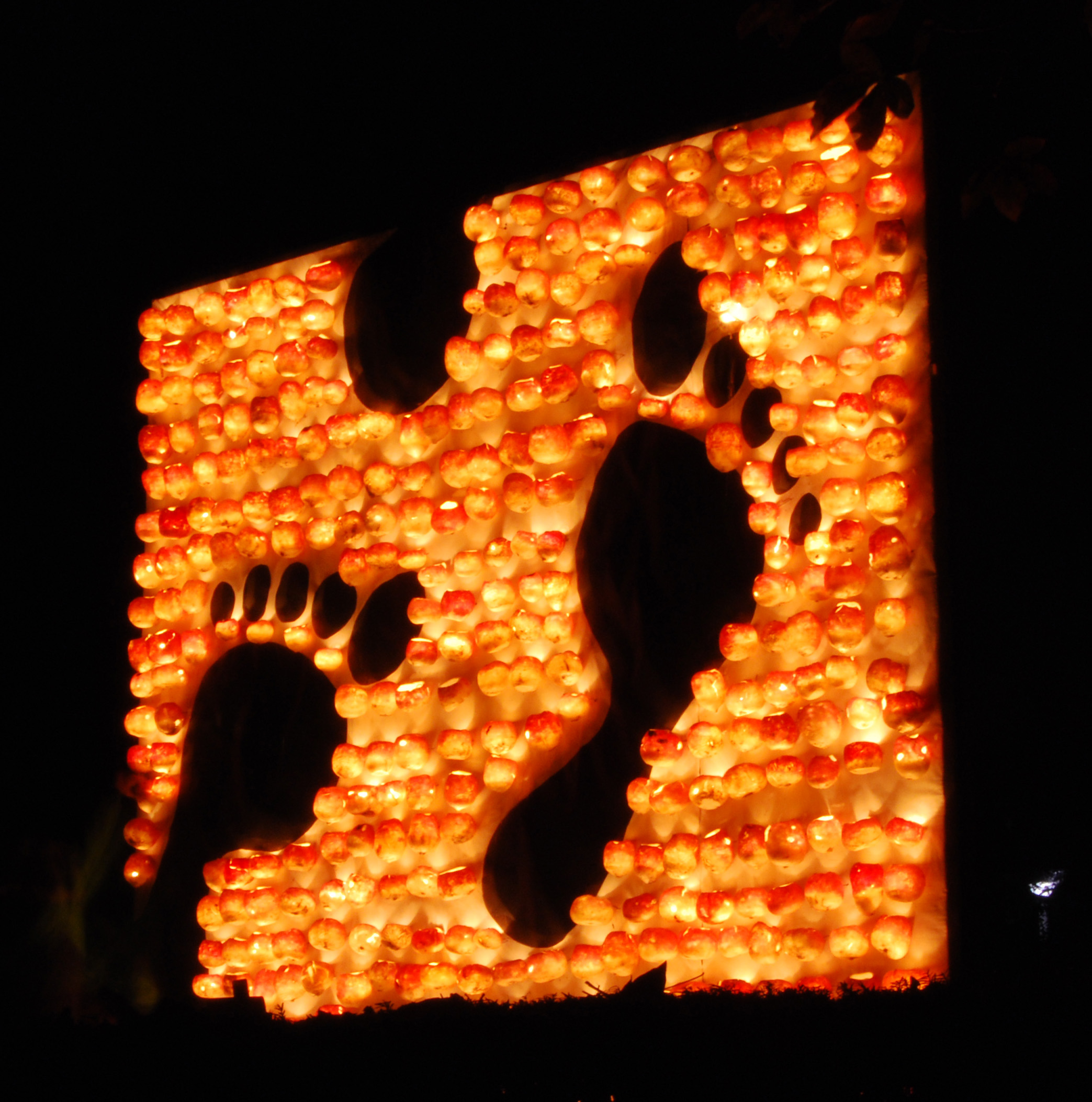
«Footprint»-Plastik auf einem Umzugswagen
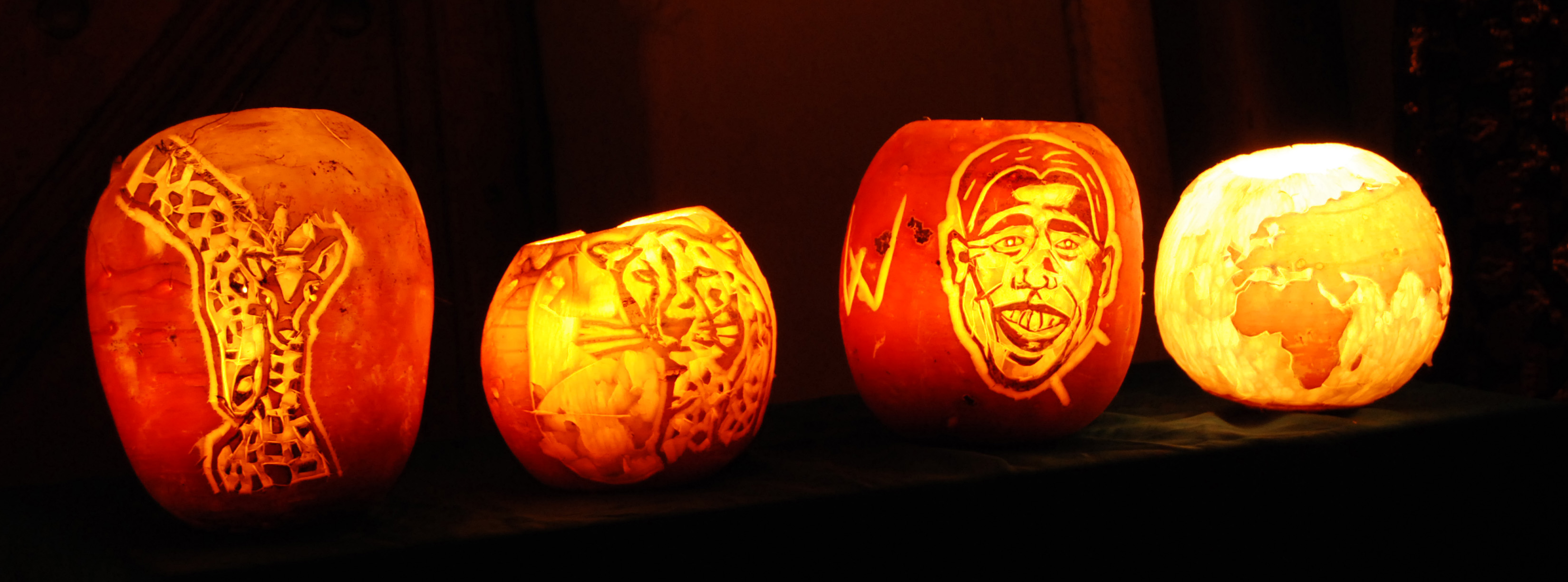
Einige Räbenlichter am Strassenrand
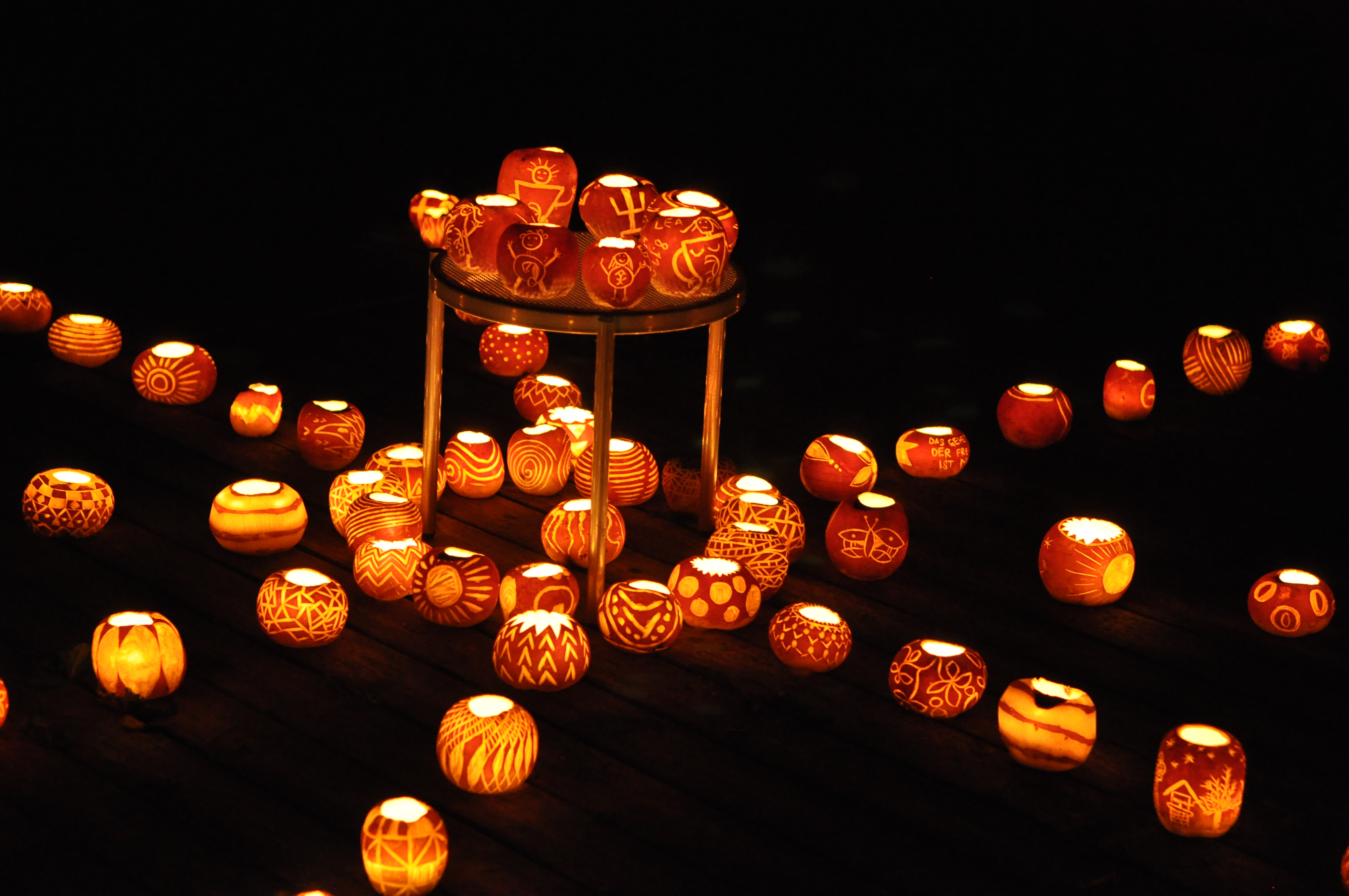
Kunstvolle Anordnung
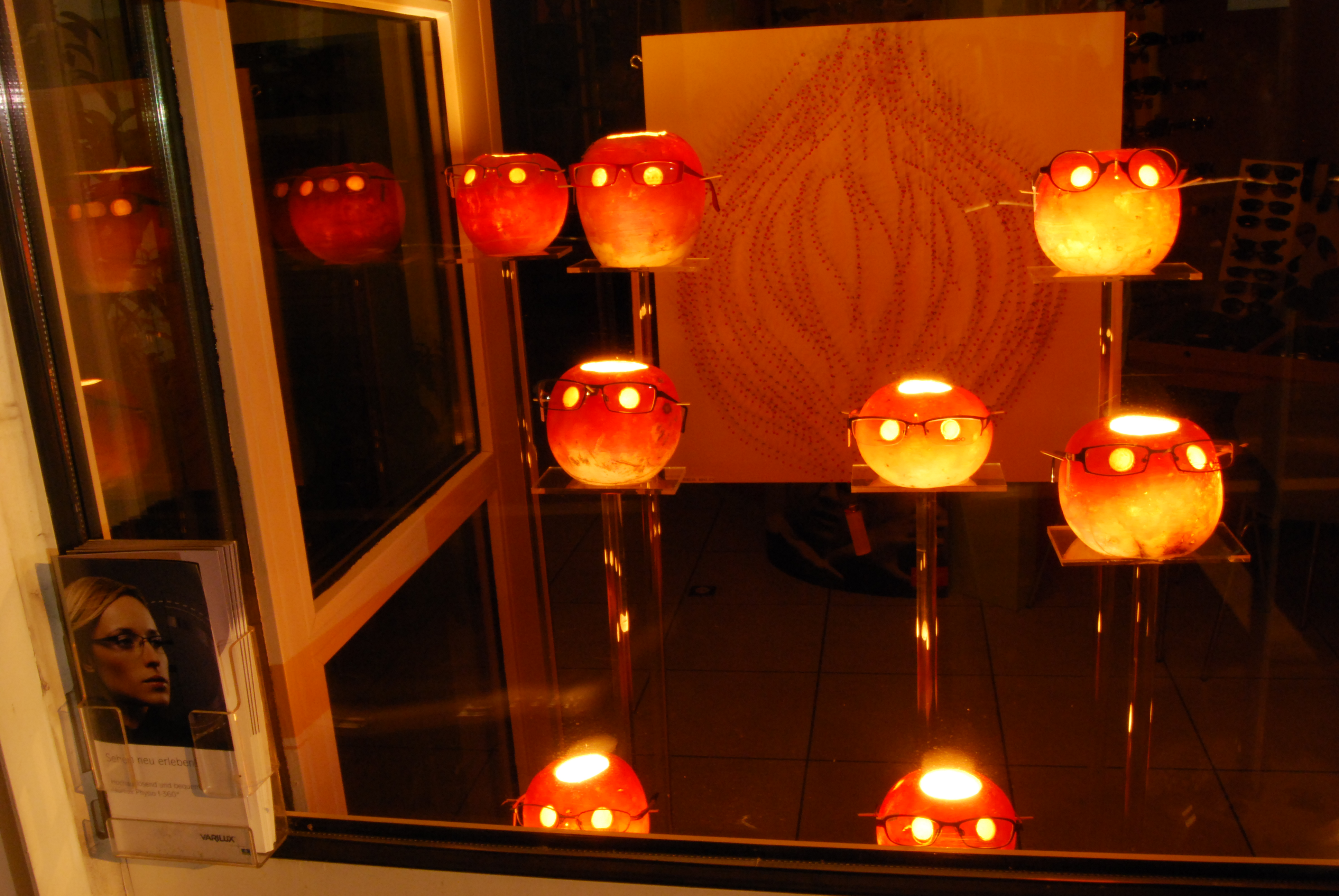
Schaufensterdekoration